# Curt Steinberg
Curt Carl Ernst Steinberg (* 12. Dezember 1880 in Koblenz; † 13. Dezember 1960 in Hannover) war ein deutscher Architekt, Baubeamter und Maler. Als Leiter des Kirchlichen Bauamtes des Evangelischen Konsistoriums Brandenburg schuf Steinberg in den 1910er bis 1930er Jahren die Entwürfe für zahlreiche evangelische Kirchenneubauten in der Region Berlin-Brandenburg.

## Leben

### Ausbildung
Curt Steinberg besuchte Gymnasien in Koblenz und Breslau. Die schulische Ausbildung schloss er mit dem Abitur ab. Von 1900 bis 1905 studierte er Architektur an der Technischen Hochschule (Berlin-)Charlottenburg und schloss dieses Studium als Diplom-Ingenieur ab. Parallel dazu hatte er Malerei an der Berliner Kunstakademie studiert. 1907 promovierte er über „Die Sächsische Plastik des XIII. Jahrhunderts“ an der Technischen Hochschule Dresden. Die Gemälde, die zu seiner Doktorarbeit gehörten, wurden von seinem jüngsten Sohn, Matthias Steinberg, dem Kloster Lehnin gespendet.

### Tätigkeit
Ab 1907 arbeitete Steinberg mehrere Jahre als Baubeamter für städtische Stellen, u. a. beim Hochbauamt der Stadt Schöneberg (seit 1920 ein Teil von Groß-Berlin). Daneben betätigte er sich auch als freier Maler und Grafiker. Ab 1911 war er für das Kirchliche Bauamt des Evangelischen Konsistoriums der altpreußischen Kirchenprovinz Brandenburg tätig, zu der auch Berlin gehörte. Am 1. April 1915 stieg er zum Leiter des Kirchlichen Bauamtes auf. Im Jahr 1933 trat er der NSDAP bei. Umstritten ist die Ausgestaltung seiner evangelischen Kirche in Berlin-Mariendorf, die mit nationalsozialistischen Motiven übersät ist. 1938 wurde er zum Kirchenoberbaurat befördert. Trotz seiner Mitgliedschaft in der NSDAP wurden seine Gemälde nach 1945 von der Sowjetischen Militäradministration in Deutschland ausgestellt, da sie den Vorgaben des sozialistischen Realismus entsprachen. Kurz nach seiner Pensionierung im Jahr 1953 (inzwischen war das Kirchliche Bauamt nebengeordnete Behörde des Konsistoriums der nach Kriegsende gegründeten Evangelischen Kirche Berlin-Brandenburg) erhielt er durch den damaligen Bundespräsidenten Theodor Heuss das Bundesverdienstkreuz für sein Lebenswerk.
Curt Steinberg war Mitglied im Deutschen Künstlerbund.

### Sonstiges
Am 1. Dezember 1908 heiratete Steinberg die Berlinerin Elise Gellhorn. Aus der Ehe gingen drei Kinder hervor.

## Bauten und Entwürfe (Auswahl)
- 1910–1911: Pfarrhaus in Berlin-Mariendorf, Alt-Mariendorf 39[4]
- 1911–1913: Südendkirche in Berlin-Südende, zusammen mit Bildhauer August Rhades[5] (im Zweiten Weltkrieg zerstört, Wiederaufbau als Kirche Zur Wiederkunft Christi in stark veränderter Form durch Max Schluckebier)
- 1912–1914: Dankeskirche in Halbe
- 1913: Gemeindehaus in Kliestow, Lebuser Straße 1/1b[6]
- 1913–1916: Pfarrhäuser in Perleberg, Kirchplatz 5[7] und Kirchplatz 6[8]
- 1914–1917: Auferstehungskirche auf dem Evangelischen Friedhof in Rathenow:[9] Der ursprüngliche oktogonale Turmaufsatz mit spitzem Helm wurde im Zweiten Weltkrieg zerstört und 2015 rekonstruiert.[10] Die 1918 entstandene Chorausmalung („Auferstehung Christi“) stammt ebenfalls von Curt Steinberg.
- 1919: Schwesternfriedhof am Kloster Lehnin[11]
- 1918–1921: Evangelische Kirche Altdöbern
- 1926–1928: Georgenkirche in Frankfurt an der Oder
- 1927–1928: Dorfkirche Mulknitz[12]
- 1929–1930: Gemeindehaus der evangelischen Pauluskirchengemeinde in Berlin-Zehlendorf, Teltower Damm 4–8[13]
- 1922: Kirche Staaken-Gartenstadt in Berlin-Spandau
- 1929–1930: Martin-Luther-Kirche in Landsberg an der Warthe (nach 1945 zur römisch-katholischen Christkönigkirche umgewandelt)
- 1930–1931: Bekenntniskirche in Berlin-Treptow
- 1933–1934: Friedhofskapelle des Evangelischen Friedhofes Fredersdorf-Süd in Fredersdorf, Schöneicher Allee[14]
- 1934: Friedhofskapelle in Schönwalde (Niederbarnim)[15]
- 1933–1935: Martin-Luther-Gedächtniskirche mit Gemeindehaus in Berlin-Mariendorf
- 1950–1955: Dorfkirche Kunersdorf[16]

Neben dem Neubau von über 60 kirchlichen Gebäuden leitete Steinberg die Instandsetzung von ca. 120 bestehenden Kirchen, unter anderen Kloster Lehnin, Dorf- und Schlosskirche Reckahn, Matthäuskirche (Spechtsbrunn) (1911), St. Jakobi (Perleberg) (1912–1913), Dorfkirche Steffenshagen (1920–1922) und Heilandskapelle Frankfurt (Oder) (1928).

## Galerie

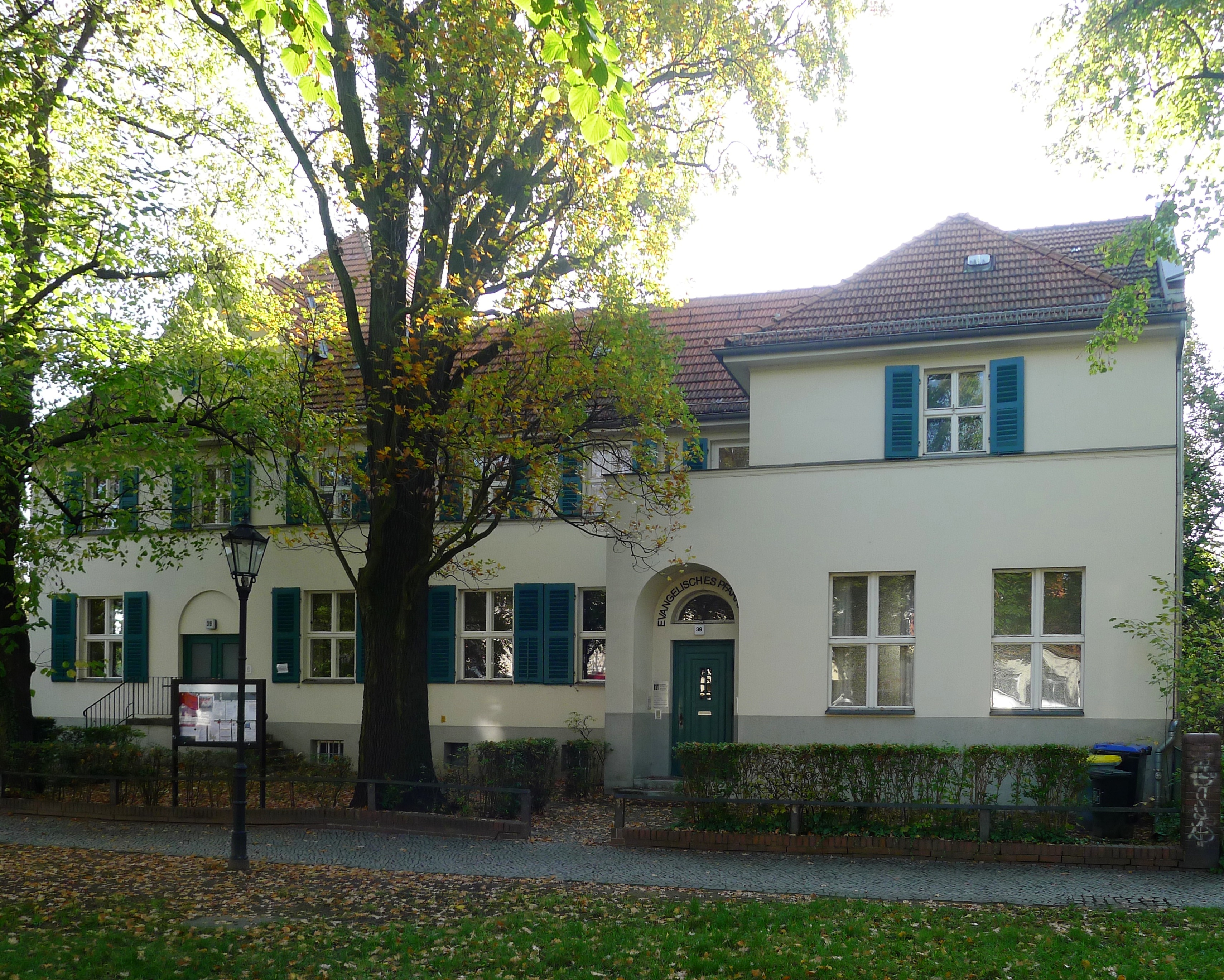
Pfarrhaus in Berlin-Mariendorf
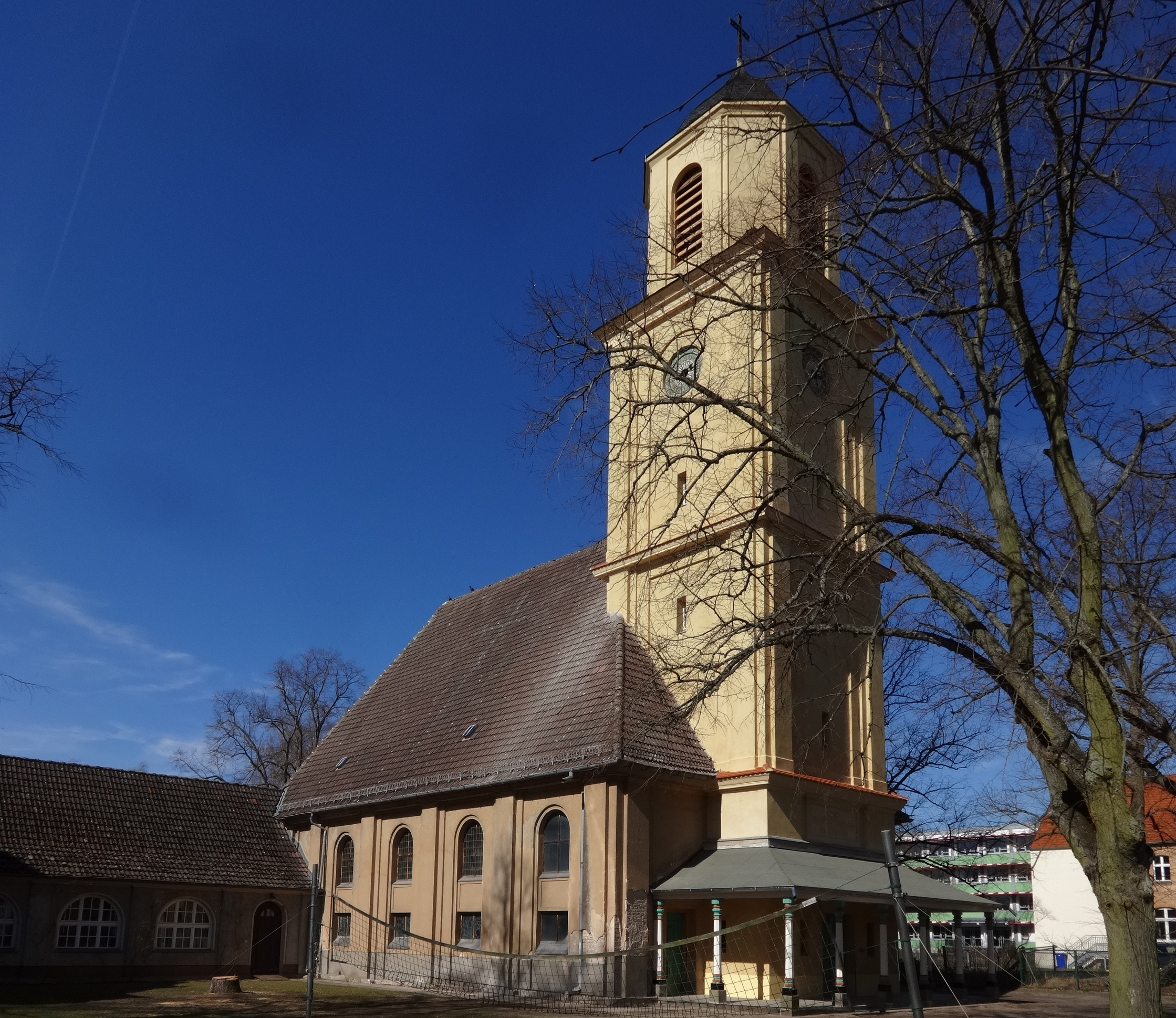
Dankeskirche (Halbe)
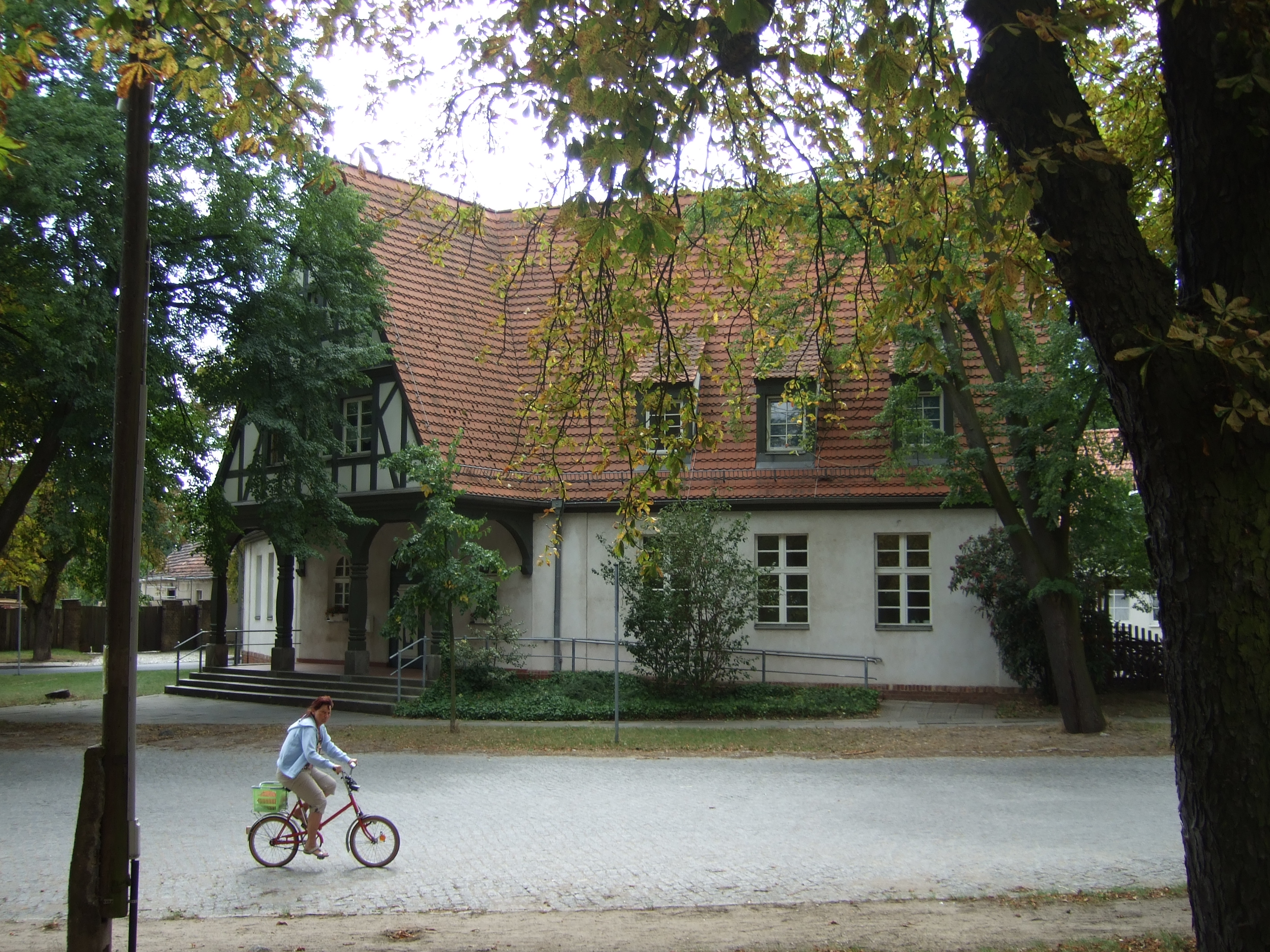
Gemeindehaus in Frankfurt (Oder)-Kliestow
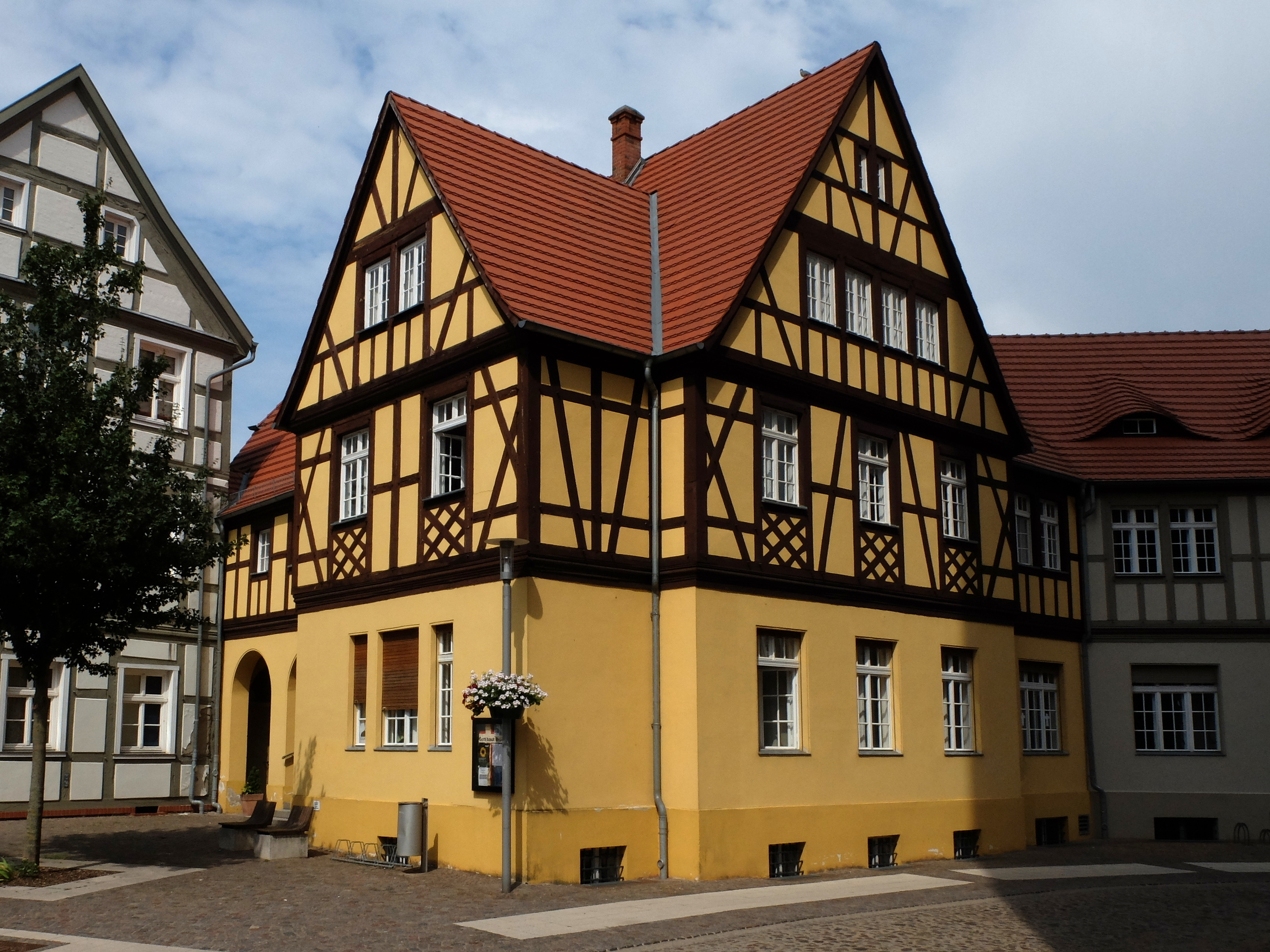
Pfarrhaus Kirchplatz 6 in Perleberg
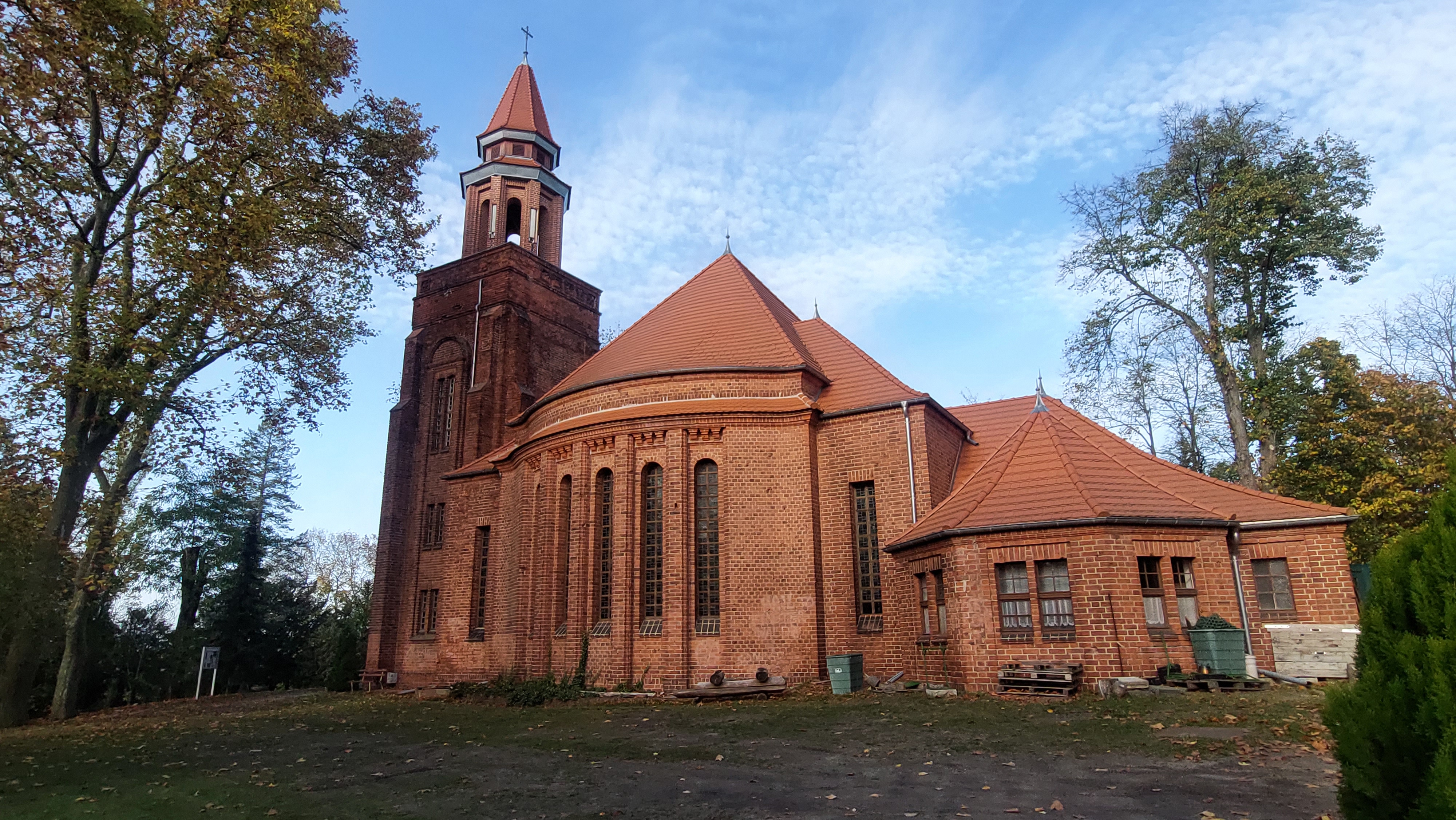
Auferstehungskirche in Rathenow
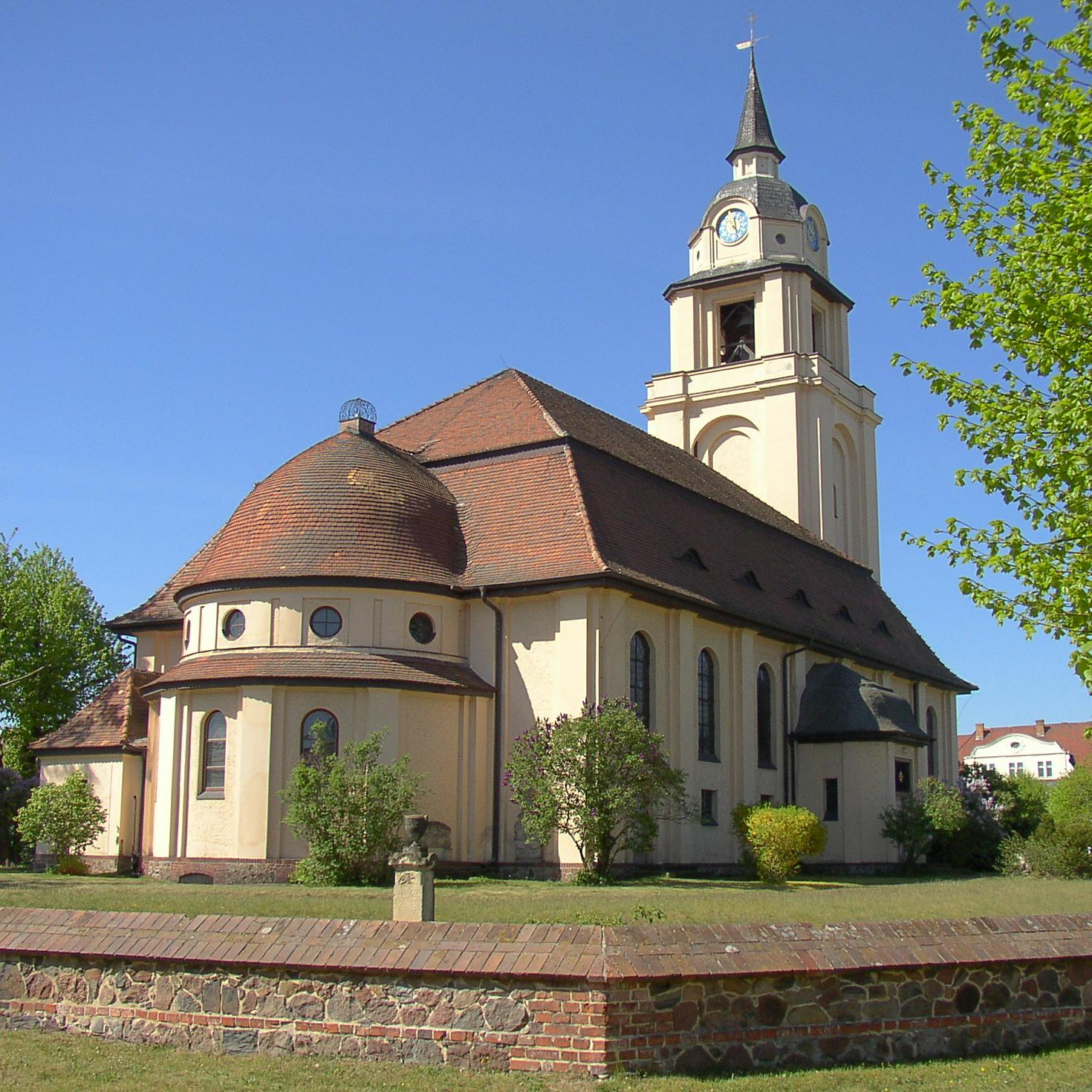
Evangelische Kirche in Altdöbern
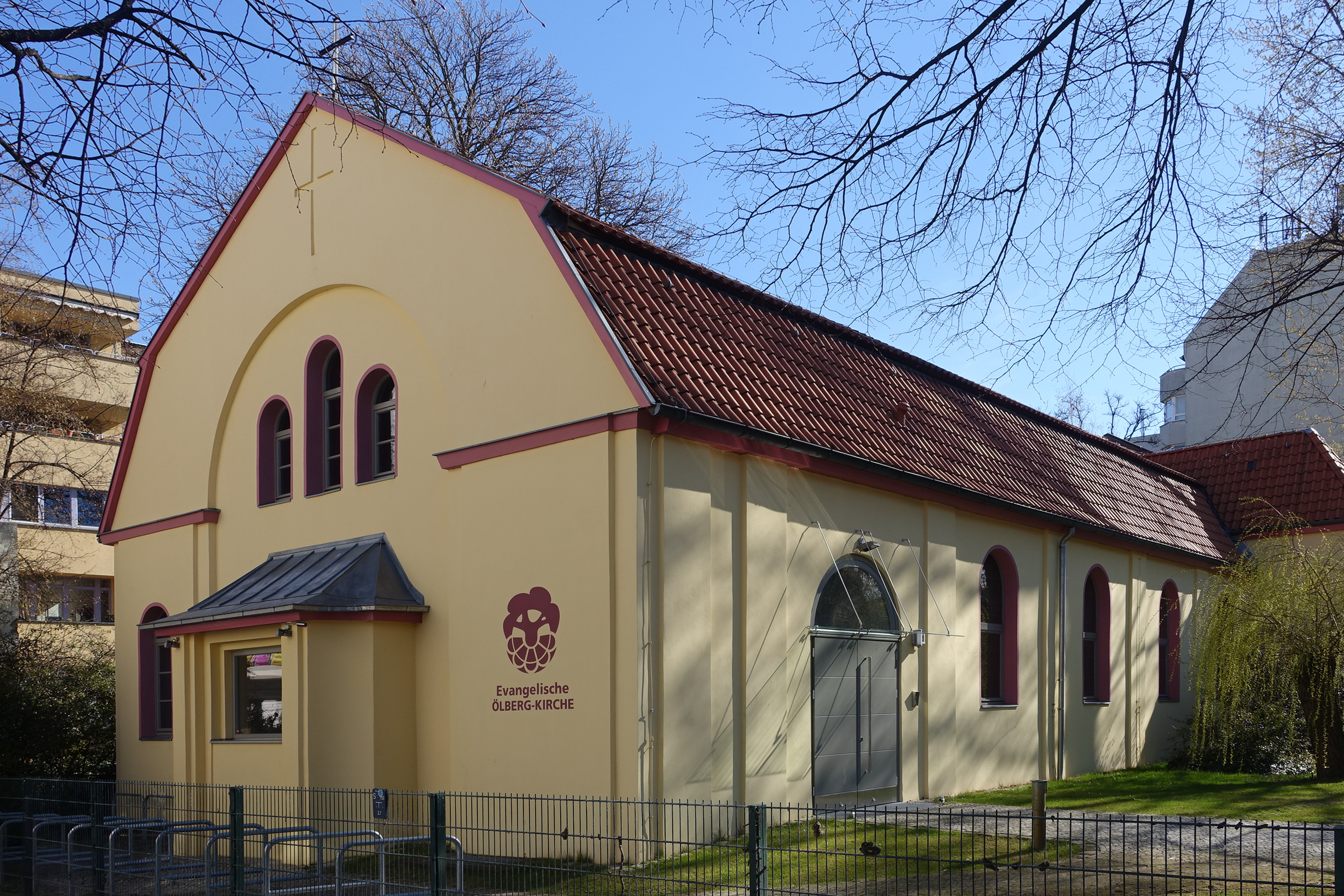
Ölbergkirche Berlin-Kreuzberg
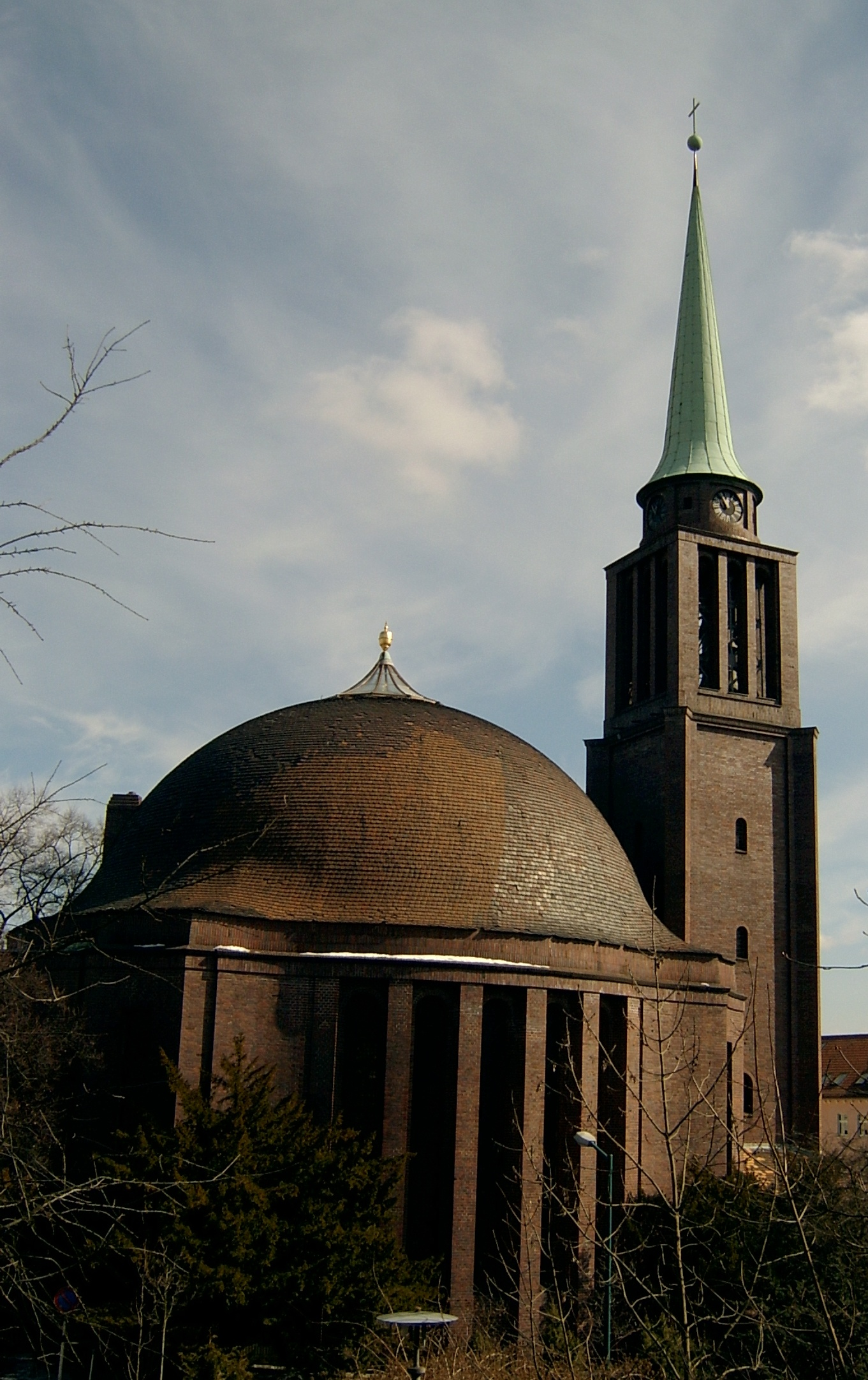
Georgenkirche Frankfurt (Oder)
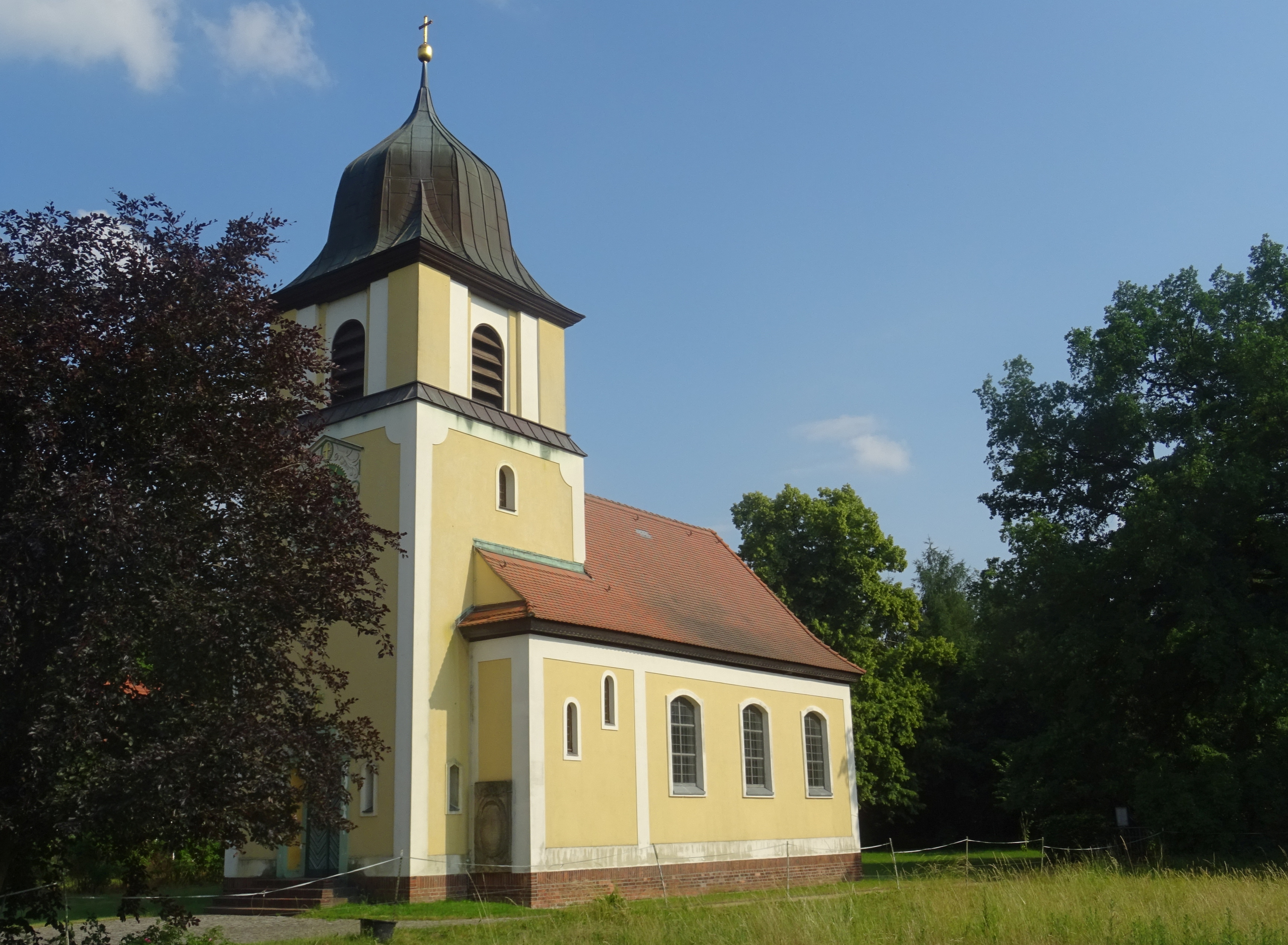
Dorfkirche Mulknitz
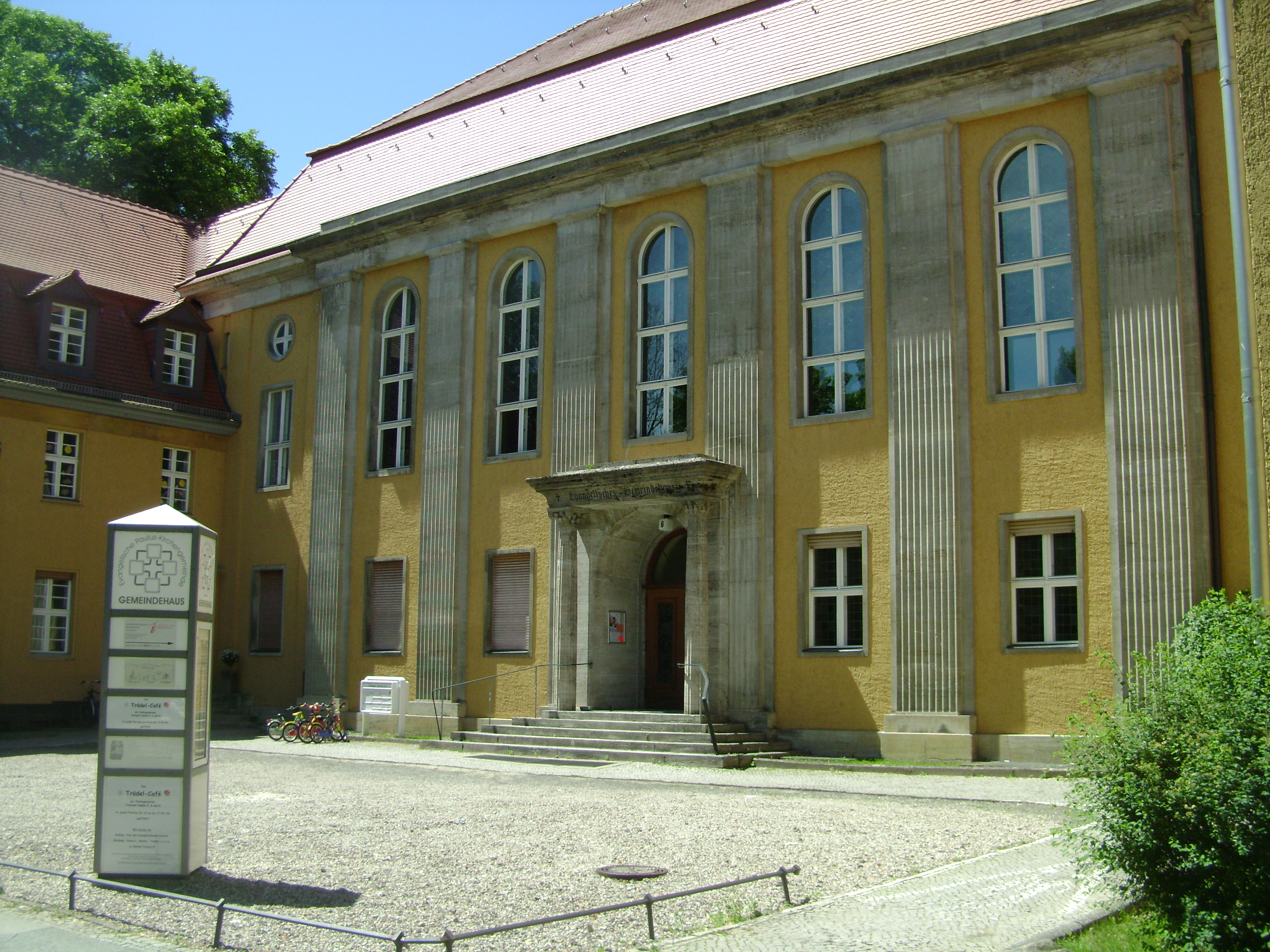
Gemeindehaus der Ev. Pauluskirche Berlin-Zehlendorf
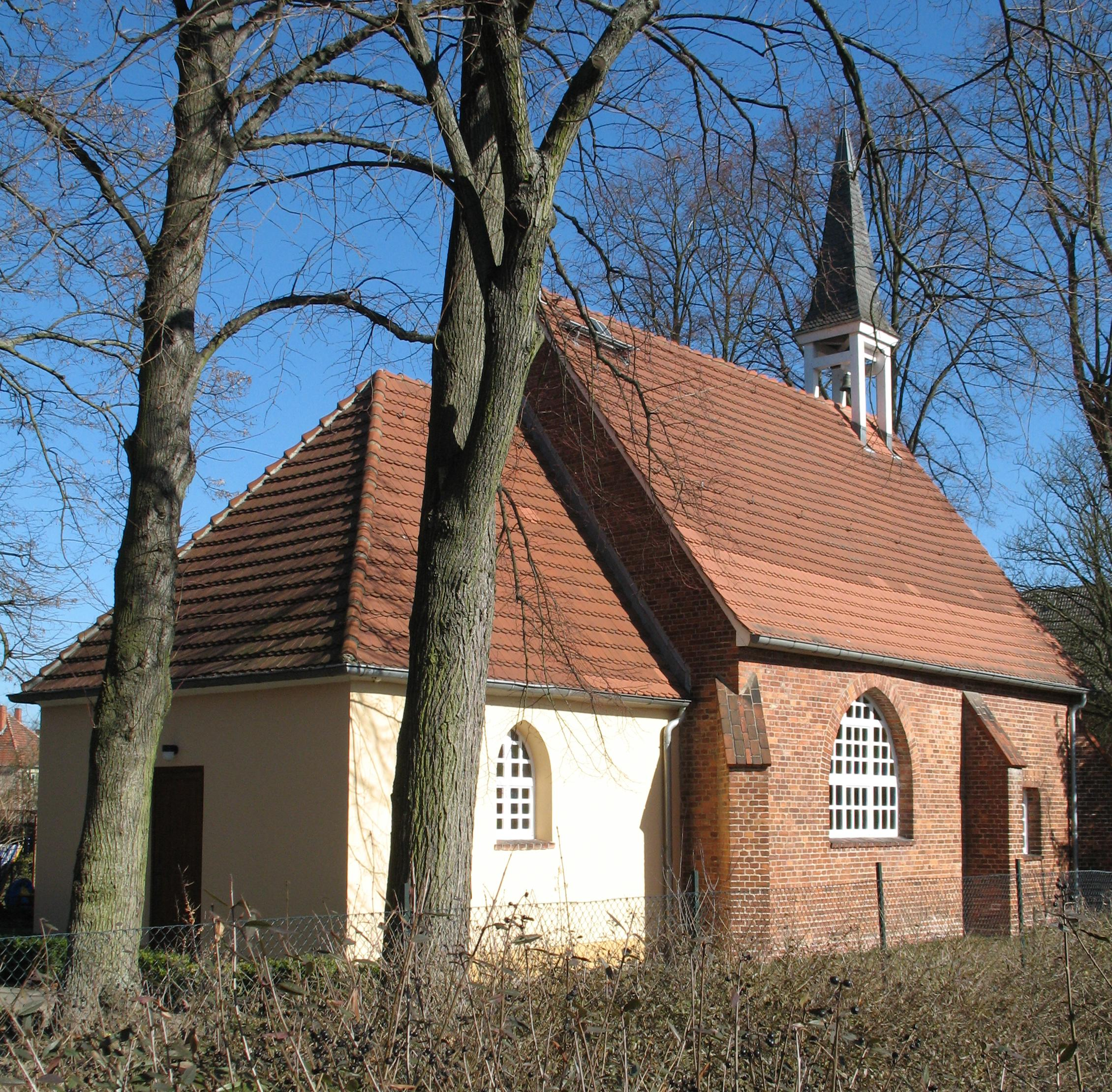
Kirche Staaken-Gartenstadt
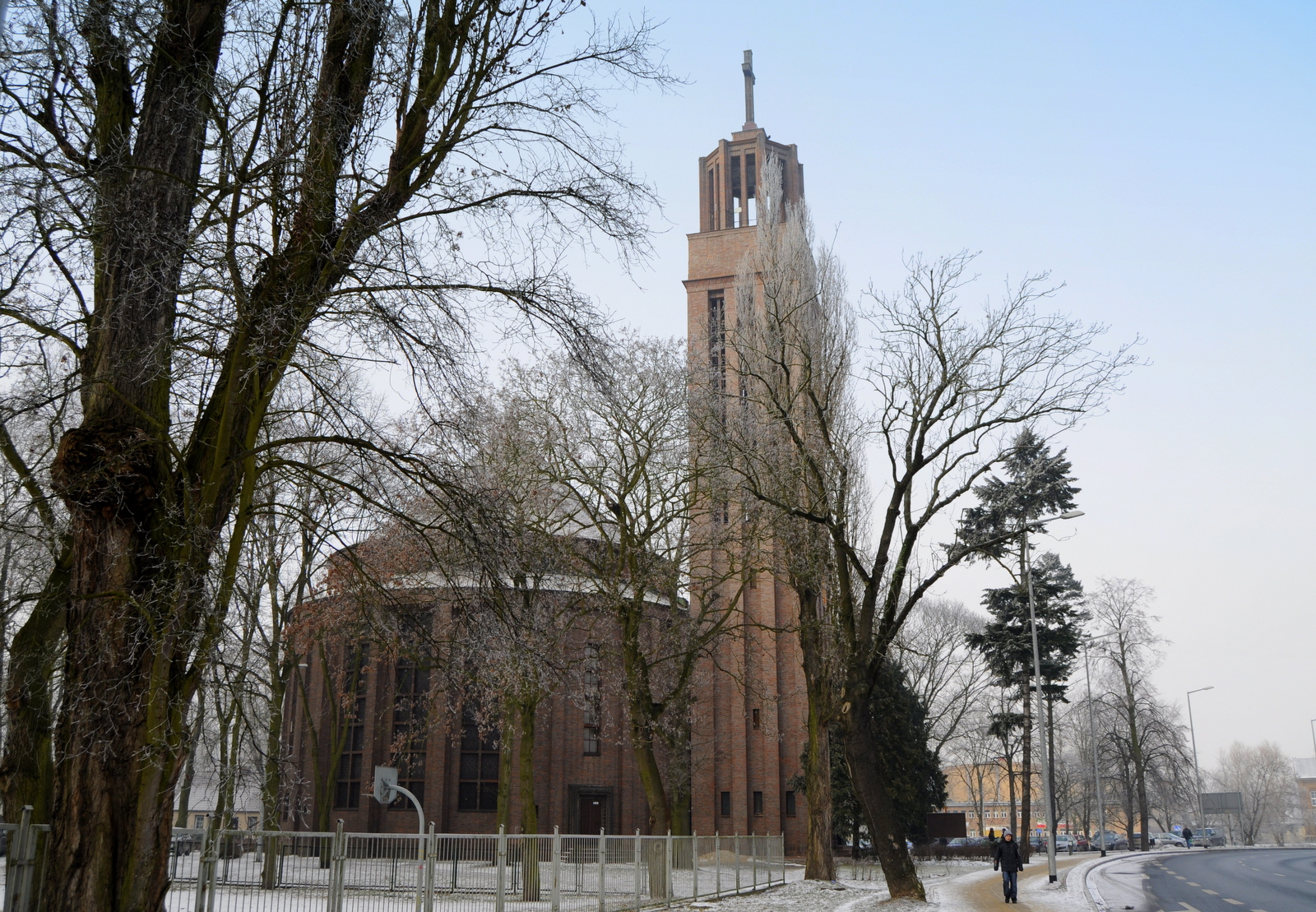
Christkönigkirche in Gorzów Wielkopolski
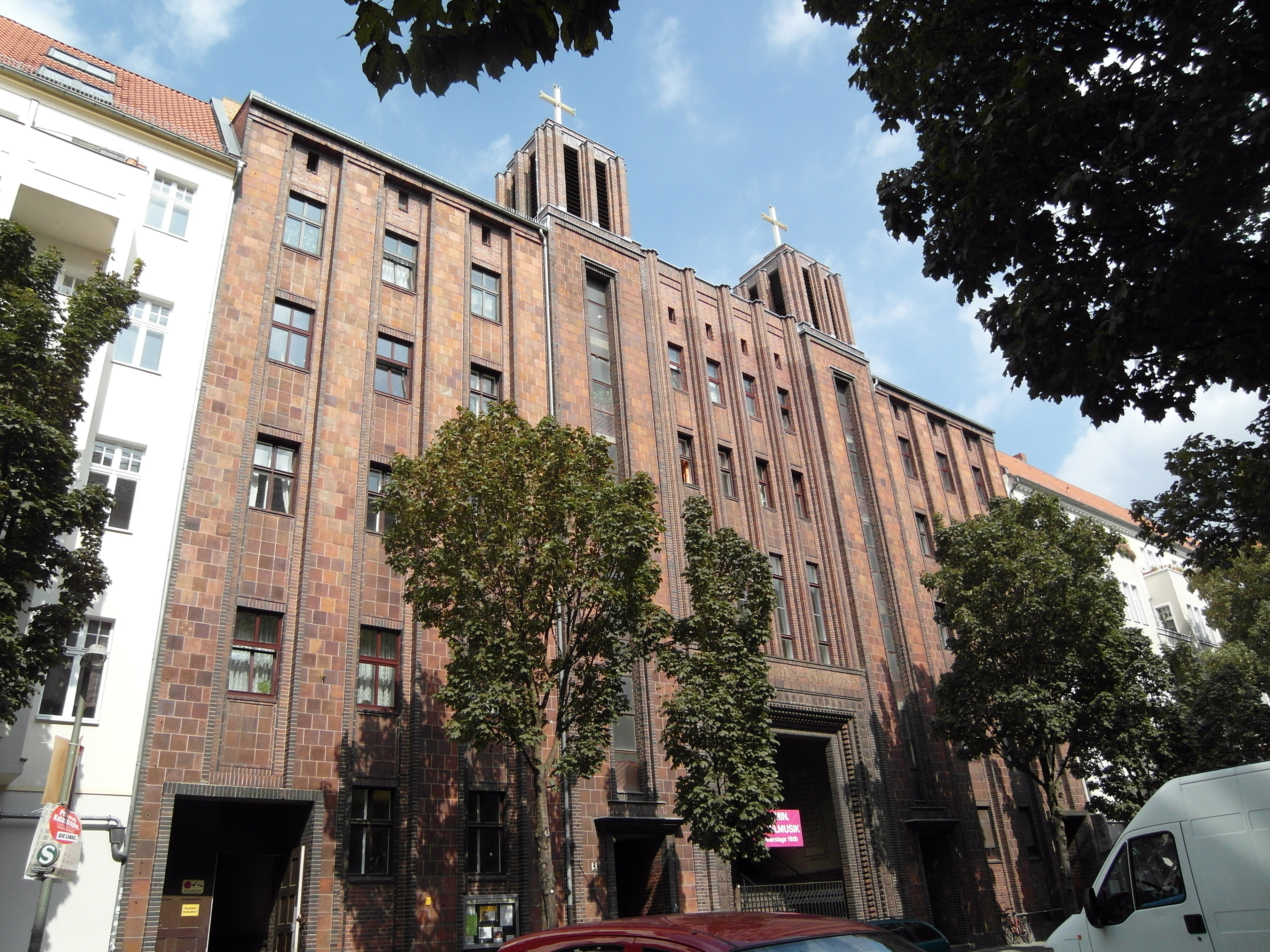
Bekenntniskirche in Berlin-Treptow
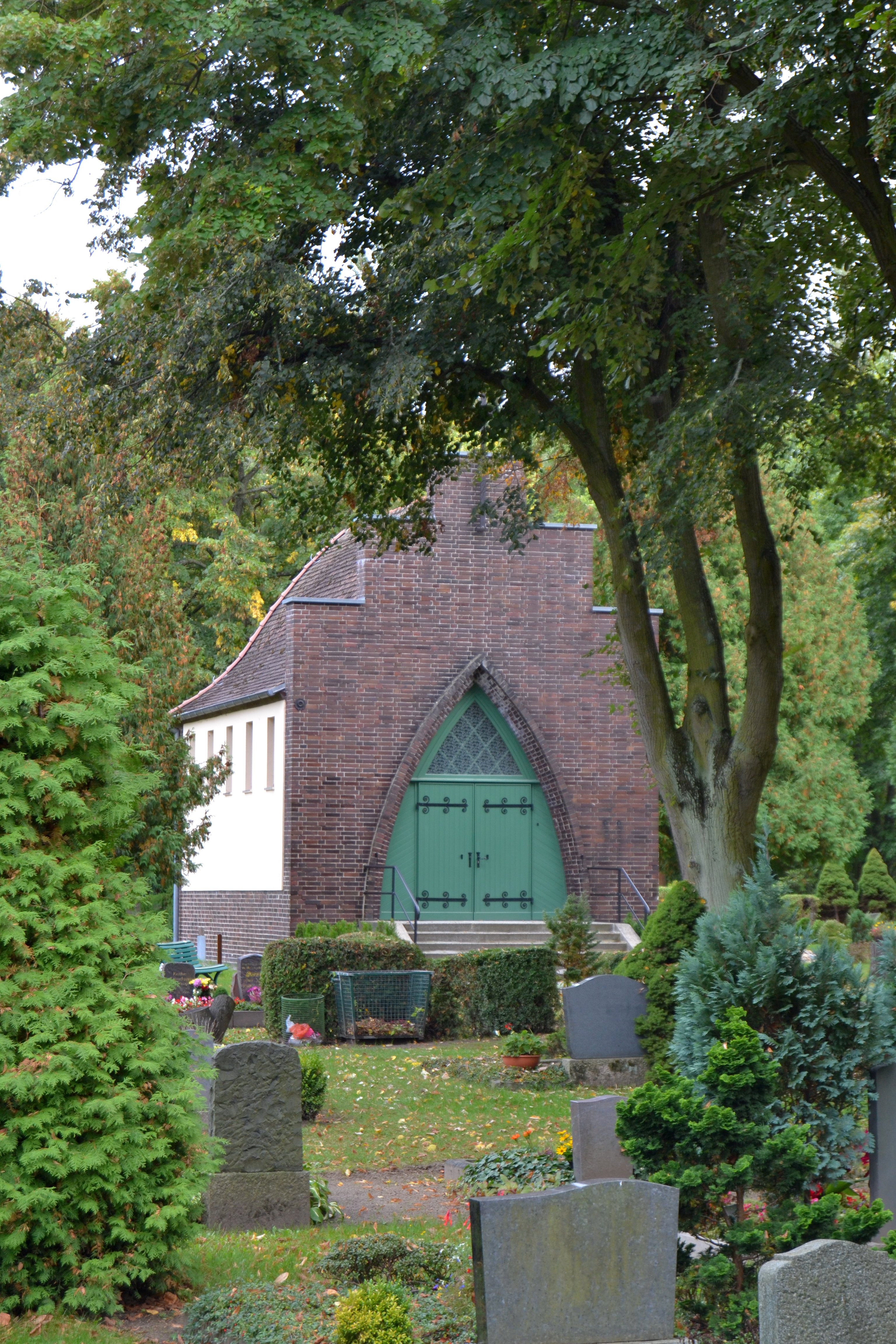
Friedhofskapelle Evangelischer Friedhof Fredersdorf
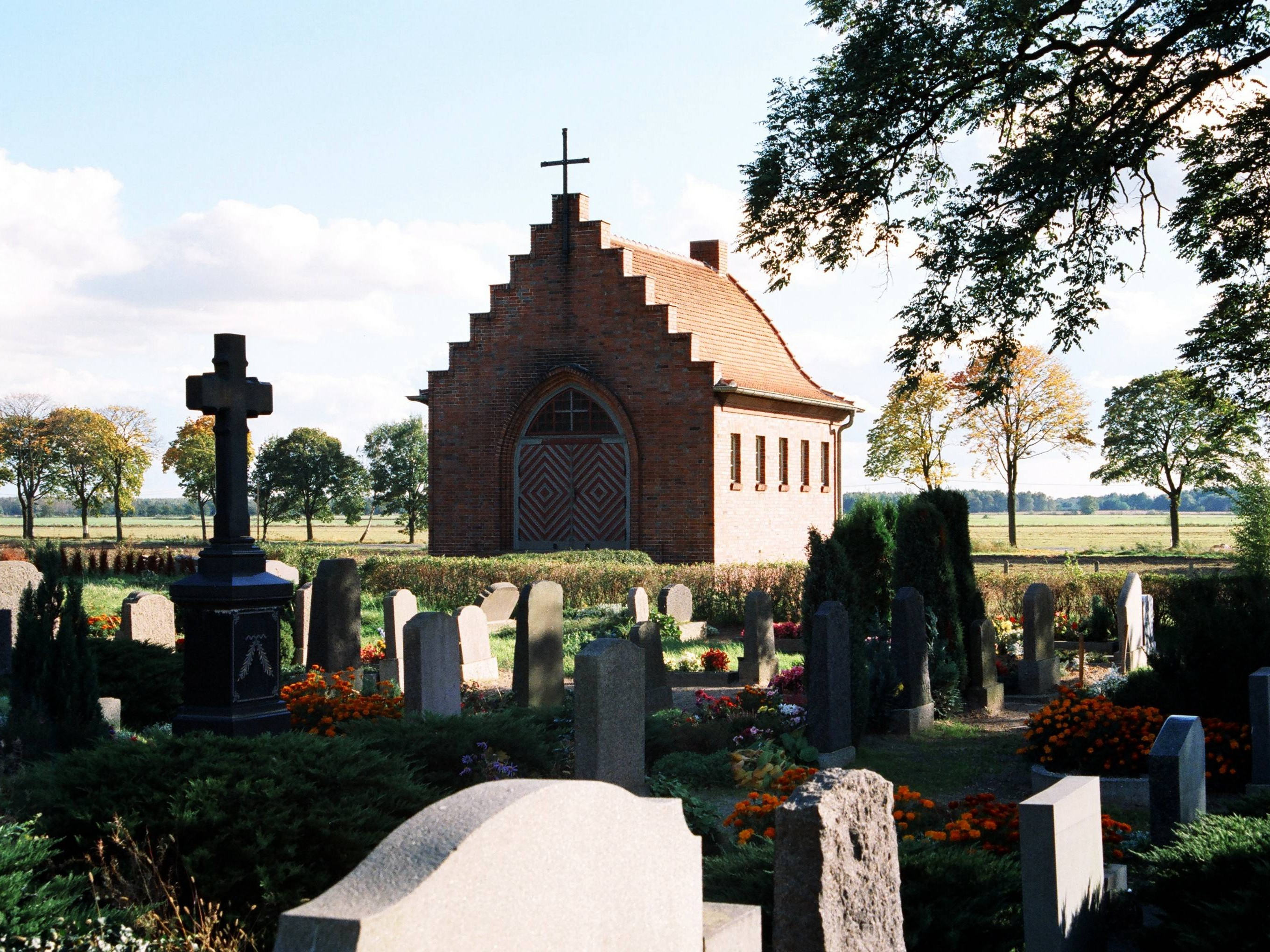
Friedhofskapelle in Schönwalde (Niederbarnim)
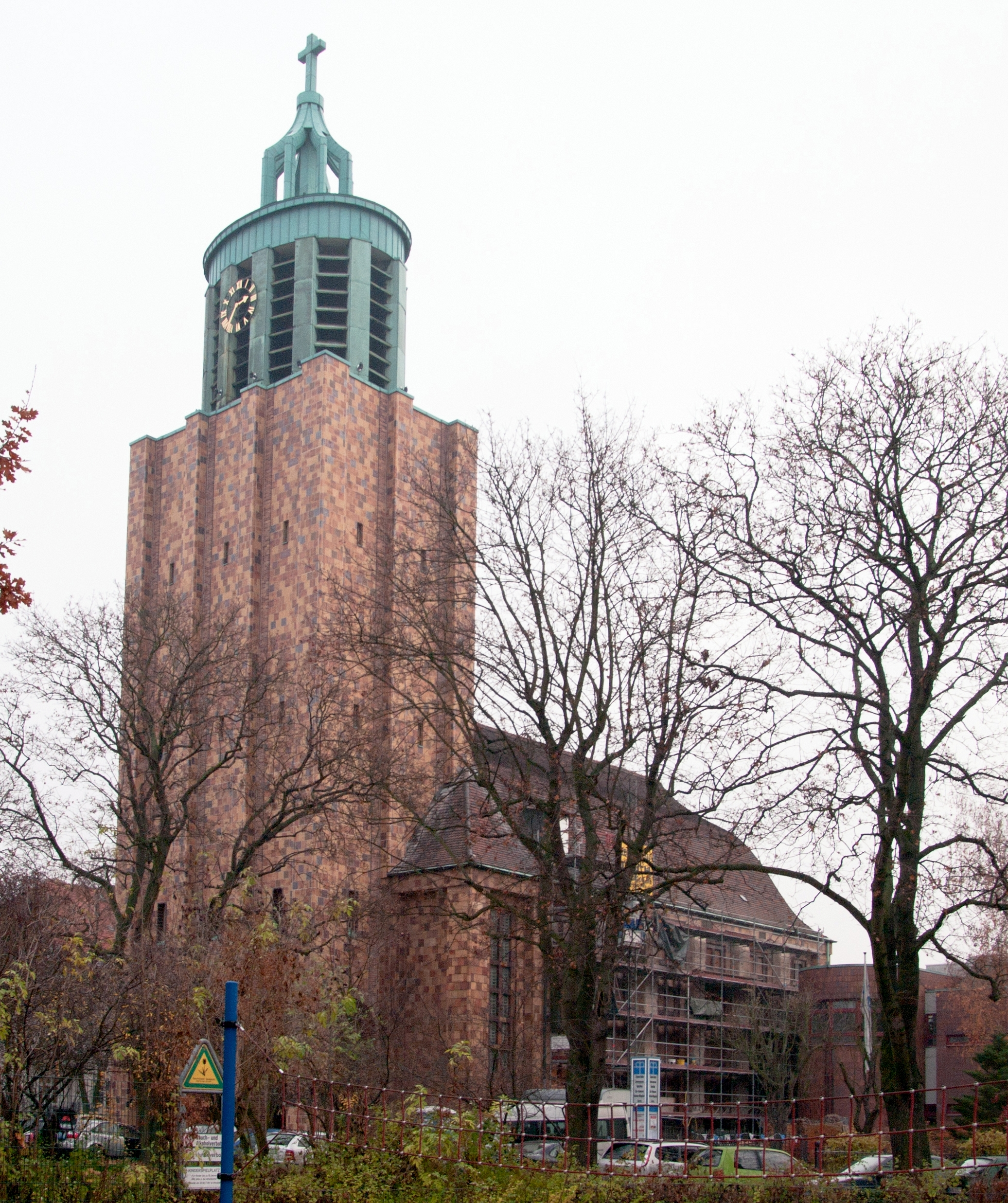
Martin-Luther-Gedächtniskirche (Berlin)
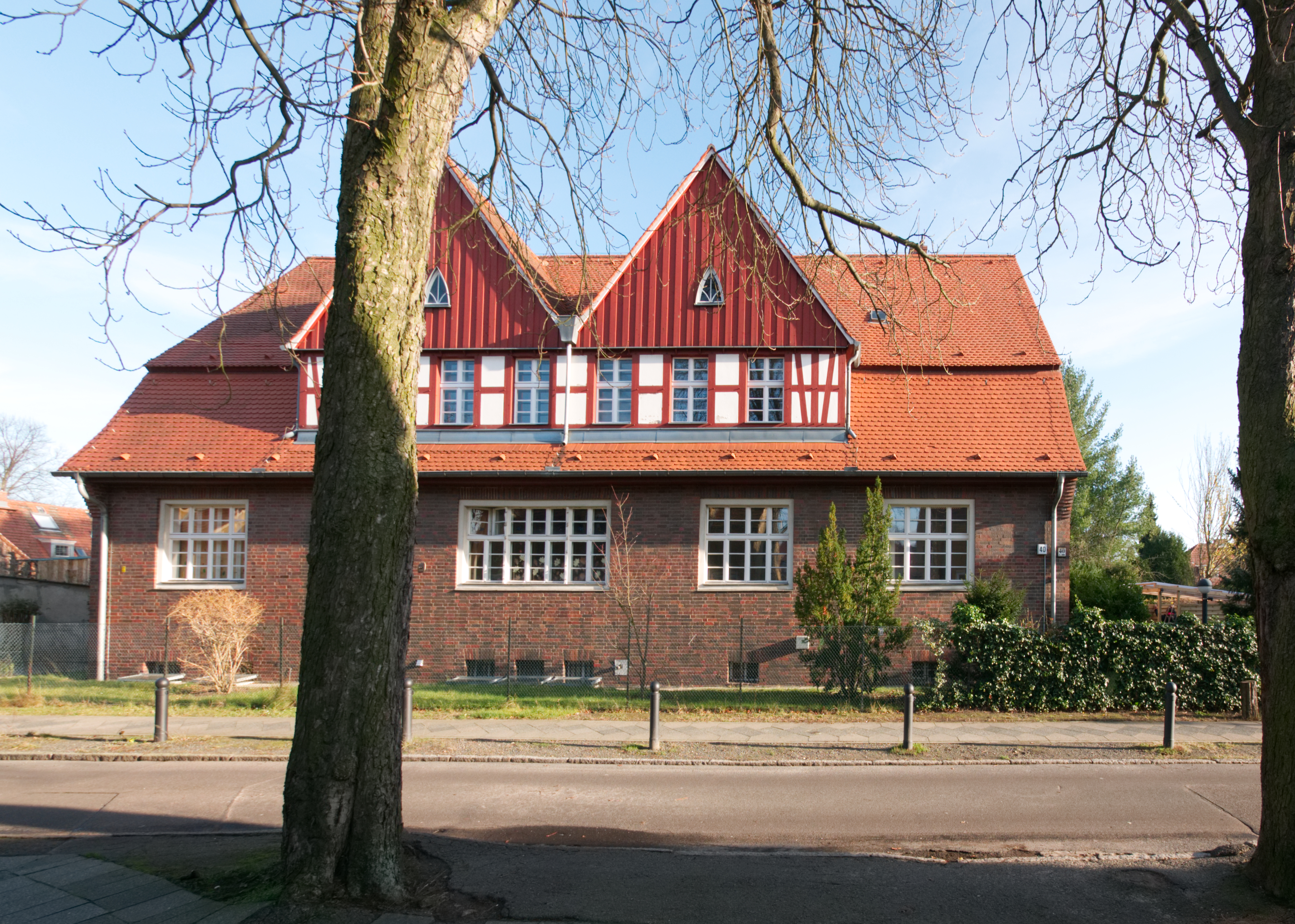
Pfarrhaus Staaken-Gartenstadt
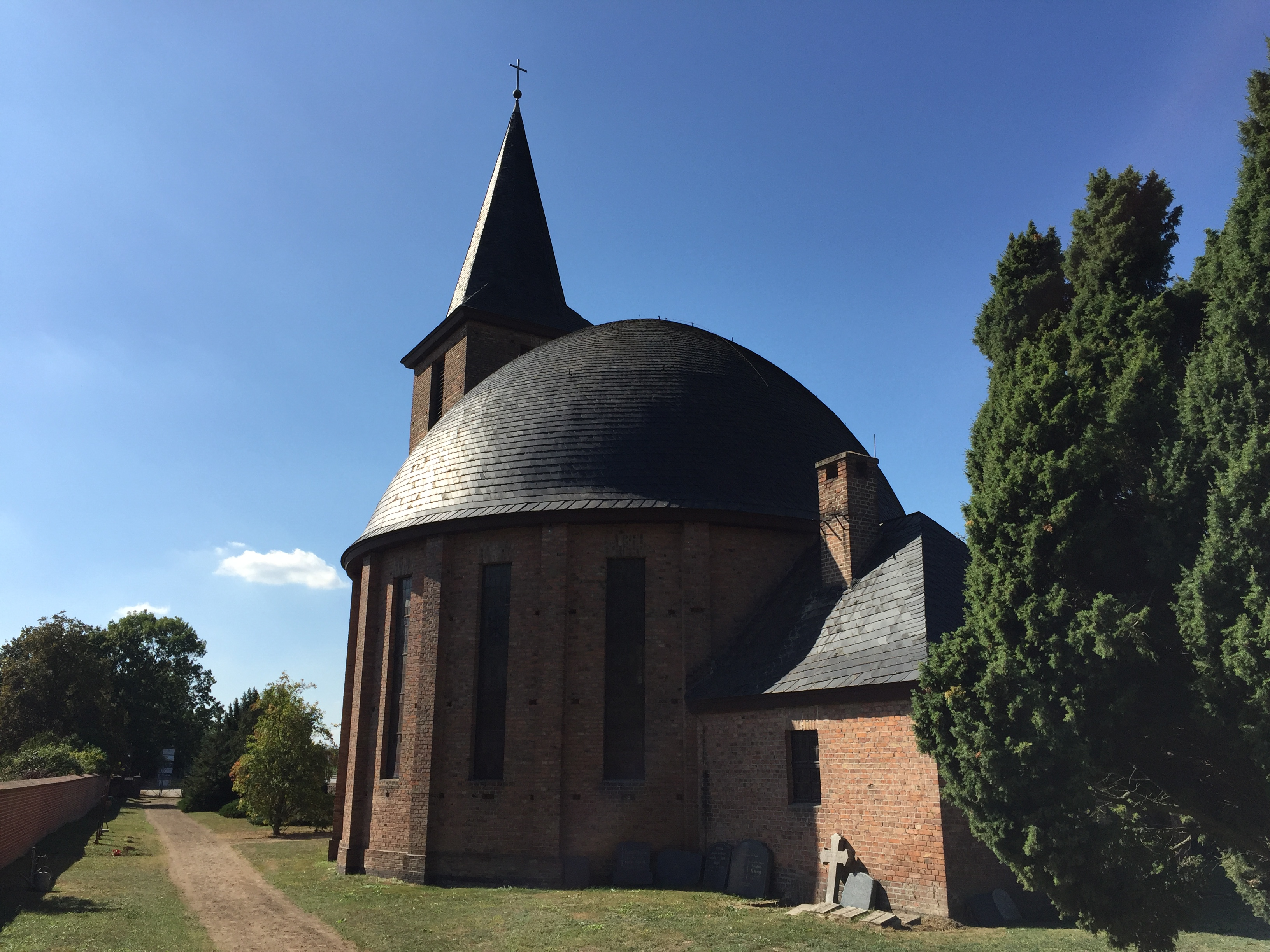
Dorfkirche Kunersdorf (Bliesdorf)